# Schopper (Patrizier)

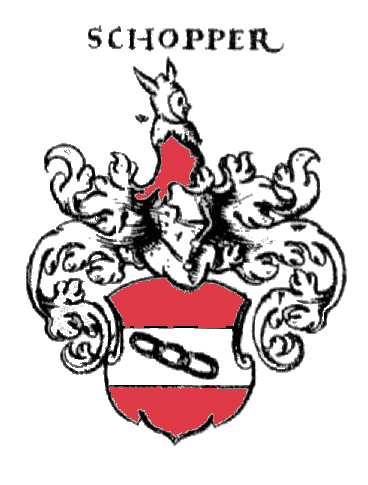
Das Wappen der Schopper

Die Schopper waren eine der ältesten Patrizierfamilien der Freien Reichsstadt Nürnberg, erstmals urkundlich erwähnt im Jahr 1267. Die Schopper waren, mit kurzen Unterbrechungen, ab 1319 bis 1489, im Inneren Rat vertreten und gehörten nach dem "Tanzstatut" zu den alten ratsfähigen Geschlechtern.

## Geschichte
Der Ursprung der Schopper ist ungeklärt. Im Jahr 1267 wurde erstmals ein Schopper unter den Zeugen einer Stiftung für das Egidienkloster urkundlich erwähnt. Sie waren mit anderen Nürnberger Familien wie den Behaim, Kreß und Schnöd durch Heirat verbunden und betrieben eine Handelsgesellschaft. Sie müssen schon früh zu Reichtum gekommen sein, denn schon 1308 erwarb Götz Schopper den Ort Durrenhof und baute den Familiensitz. 1356 erhielt Fritz Schopper von Kaiser Karl IV. Waldrechte für sein haws zu dem Durrenhof, genant zu dem Schübelspühel und benannte ihn in Schoppershof um. 1370 verschrieben seine Söhne dem Rat der Stadt die Öffnung des befestigten Sitzes für den Kriegsfall. Anfang des 15. Jahrhunderts sollen die Schopper den befestigten Sitz Schübelsberg gebaut haben. Bereits Mitte des 15. Jahrhunderts verkauften sie Schoppershof.
Im Jahr 1489 waren sie ein letztes Mal im inneren Rat vertreten. Im 16. Jahrhundert verliert sich ihre Spur. Es ist nicht geklärt ob sie abgewandert oder ausgestorben sind.
Widersprüchliche Quellen zum Erlöschen der Schopper
Laut Hallerbuch soll der letzte der Schopper zu Gräz enthaubtet worden seyn.

Laut Andreas Würfel hingegen soll mit dem Ratsherren Hans Schopper 1481 der letzte männliche Vertreter und 1531 die letzte weibliche Vertreterin der Familie gestorben sein.
Im Widerspruch dazu steht die Erwähnung des Johannes Schopper als Abt des Zisterzienserklosters.

## Ehemalige Besitzungen (Auszug)

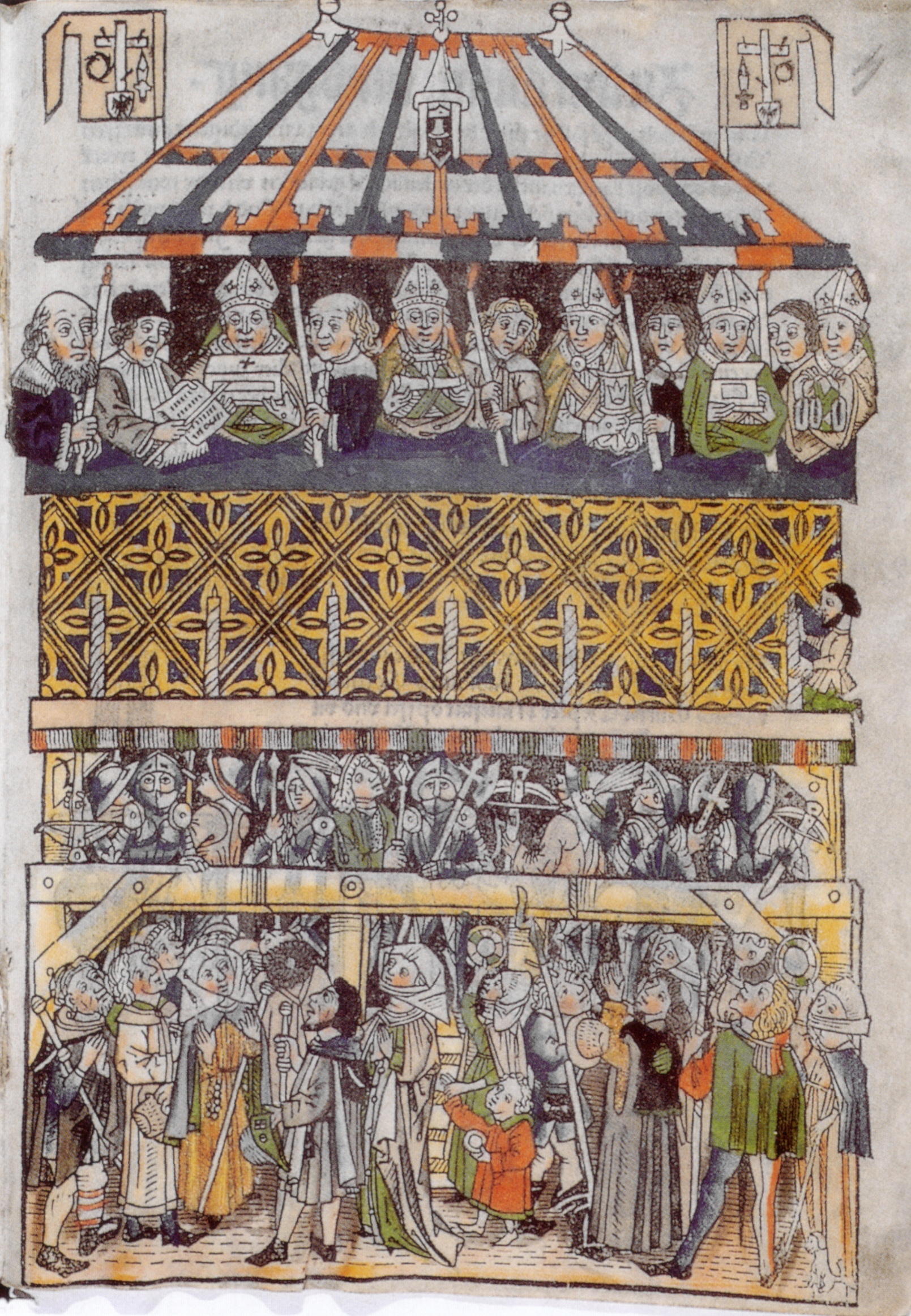
1487 – Die Heiltumsweisung vor dem Schopperschen Haus am Nürnberger Hauptmarkt

- 1308–1450 (ca.) Schoppershof mit dem Herrensitz Schoppershof
- 1355–???? eine Häuserzeile am Nürnberger Hauptmarkt, ein Geschenk von Kaiser Karl IV.
- ????–???? das Schoppersche Haus am Nürnberger Hauptmarkt (15–17)
- 1444–1485 Frohnhof (Eckental)

## Stiftungen (Auszug)
- Ottilie Schopper (verh. Kreß) legte 1404 den Grundstein für das 1427 errichtete Hilpolt Kreß-Jungfernalmosen.

## Bekannte Familienmitglieder
- Hans Schopper (?–1481), Ratsherr (und vielleicht letzter Vertreter der Familie in Nürnberg)
- Johannes Schopper (1529–40), letzter Abt des Zisterzienserklosters Heilsbronn

## Wappen
In Rot ein silberner Balken, belegt mit einer dreigliedrigen schwarzen Kette.
Wappensage: Der erstmals genannte Schopper soll ein tapferer Kriegsmann gewesen sein, der sich beim Haus Österreich dermaßen verdient gemacht hatte, dass ihm ein Herzog zu Österreich mit einer goldenen Ketten beschenkte, und ihm erlaubte den Österreichischen Schild mit drei Kettengliedern zu führen. Da der Schopper aber sonst nicht viel Witz hatte, hatte der Herzog ihm eine gepanzerte Narrenkappe mit langen Eselsohren auf dem Helm gesetzt.